# Shirley Englehorn
Shirley Englehorn, född 12 december 1940 i Caldwell, Idaho, död 2 oktober 2022 i Colorado Springs, Colorado, var en amerikansk golfspelare.
Englehorn hade en framgångsrik amatörkarriär där hon vann en rad stora tävlingar. Hon blev medlem på den amerikanska LPGA-touren 1959 och hon vann tio tävlingar inklusive majortävlingen LPGA Championship 1970 där hon besegrade Kathy Whitworth i särspel.
Efter sin proffskarriär blev hon golfinstruktör och hon utsågs till årets instruktör 1978 av LPGA.

## Meriter

### Majorsegrar
- 1970 LPGA Championship

### LPGA-segrar
- 1962 Lady Carling Open, LPGA Eugene Golf Open
- 1963 Lady Carling Eastern Open
- 1964 Waterloo Women's Golf Open Invitational
- 1966  Babe Didrikson-Zaharias Golf Open
- 1967 Shirley Englehorn Invitational
- 1968 Concord Golf Open
- 1970 Johnny Londoff Chevrolet Golf Tournament, O'Sullivan Ladies' Golf Open, Lady Carling Golf Open

### Övriga segrar
- 1956 Woman's Trans National
- 1957 McCall Open, Idaho Open
- 1958 Idaho Open, McCall Open, Pacific Northwest Amateur
- 1959 Pacific Northwest Amateur, Idaho Open, Oregon Open
- 1964 Haig & Haig Mixed Foursome Golf (med Sam Snead)

### Utmärkelser
- 1959 Dorothy Pease Trophy
- 1967 Ben Hogan Award
- 1978 LPGA Teacher-of-the-Year